# Pech Maho

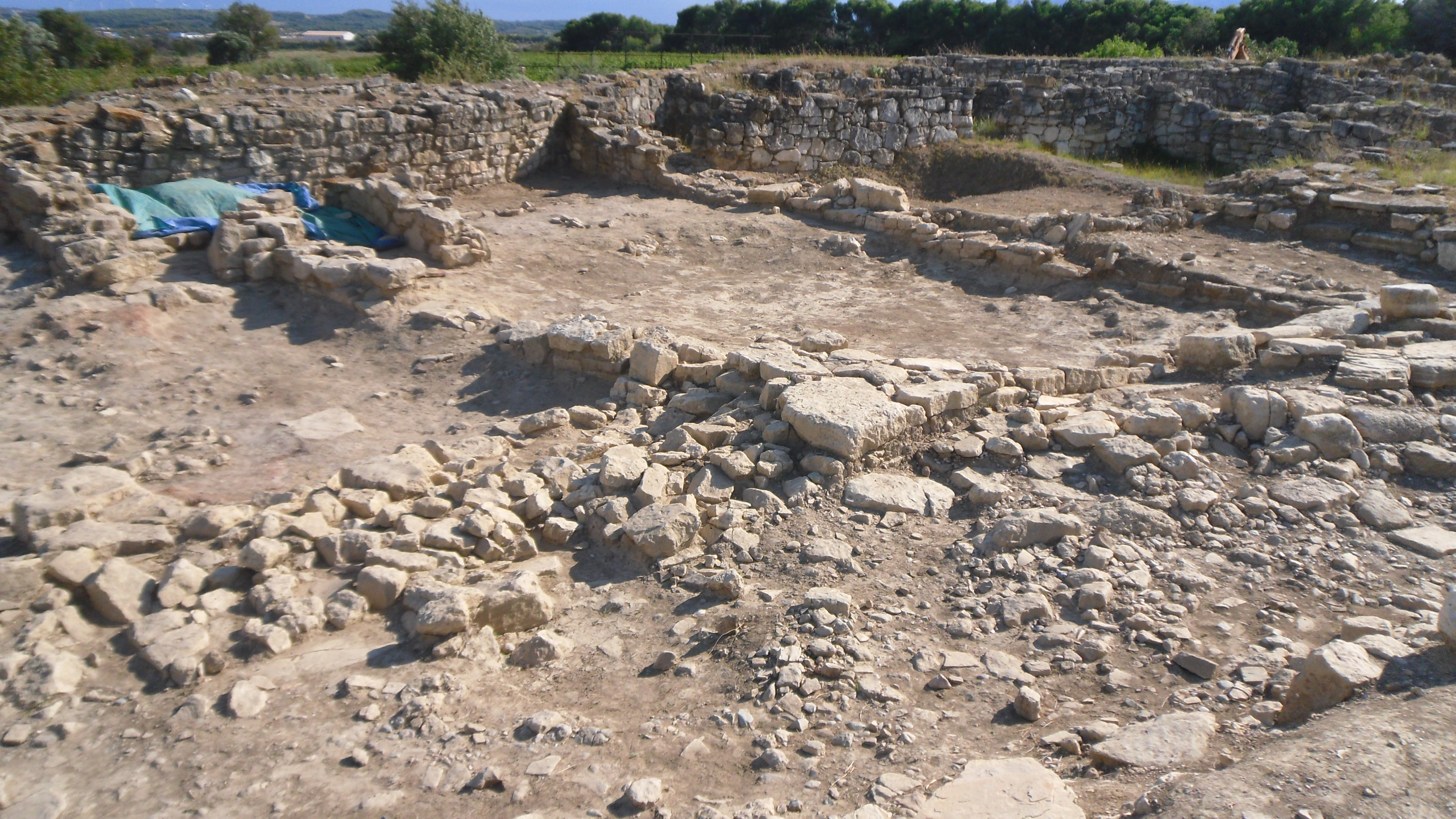
Il sito archeologico di Pech Maho

Pech Maho è un oppidum preromano situato a Sigean nell'Aude, in Francia sud-occidentale.

## Storia
Il sito era un emporio commerciale fortificato occupato dal VI al III secolo a.C. Sono state osservate tre occupazioni successive apparentemente continue, presumibilmente da un popolo chiamato Elisyaks (Ἐλισύκοι -ων in greco) situato al confine tra gli Iberi e i Liguri.
Il sito sembra essere un crocevia commerciale tra i popoli che commerciavano nel Mediterraneo (Fenici, Punici, Greci, Etruschi) e le popolazioni indigene.
Il sito fu definitivamente abbandonato a seguito di una distruzione quasi totale alla fine del III secolo a.C. e che potrebbe essere collegata alla seconda guerra punica tra Roma e Cartagine.